# Klaus Harries
Klaus Harries (* 27. Januar 1929 in Celle; † 27. Januar 2021 in Lüneburg) war ein deutscher Politiker (CDU). Er war Oberkreisdirektor des Landkreises Lüneburg und Mitglied des Deutschen Bundestages (MdB).

## Leben und Beruf
Klaus Harries war evangelisch-lutherisch, verheiratet und hatte eine Tochter. Er wurde am 27. Januar 1929 in Celle geboren und wuchs in Göttingen auf. Dort machte er 1948 das Abitur. Anschließend studierte Harries Rechtswissenschaft an der Georg-August-Universität Göttingen und der Eberhard Karls Universität Tübingen. Sein Studium schloss er mit dem ersten und zweiten Staatsexamen ab. Im Wintersemester 1948/49 trat er in die Göttinger Burschenschaft Alemannia ein, der er bis zu seinem Tod angehörte. Vor seiner politischen Tätigkeit als Bundestagsabgeordneter war Klaus Harries von 1968 bis 1987 Oberkreisdirektor des Landkreises Lüneburg. Er hatte einige Aufsichtsratsmandate. Klaus Harries starb an seinem 92. Geburtstag in Lüneburg.

## Partei
Klaus Harries war nach eigener Angabe seit 1965 Mitglied der CDU. Kürschners Volkshandbuch nennt als Beitrittsjahr 1970. Er gehörte der Mittelstands- und Wirtschaftsvereinigung der CDU/CSU an. Von 1987 bis 1992 war Harries Kreisvorsitzender des CDU-Kreisverbandes Lüneburg. Der Kreisverband verlieh ihm die Ehrenmitgliedschaft für besonders verdienstvolles Wirken.

## Abgeordneter
Klaus Harries vertrat von 1987 bis 1994 in der 11. und 12. Wahlperiode als direkt gewählter Abgeordneter den Wahlkreis Lüchow-Dannenberg – Lüneburg im Deutschen Bundestag. Er gehörte der CDU/CSU-Bundestagsfraktion an. Harries war acht Jahre lang Mitglied im Ausschuss für Umwelt, Naturschutz und Reaktorsicherheit. Er war Berichterstatter der Fraktion für Fragen der Kernenergie und gehörte auch dem Untersuchungsausschuss „Transnuklear“ an. In der 12. Wahlperiode war er Mitglied der Enquête-Kommission „Schutz der Erdatmosphäre“.
Bundestagsabgeordneter zu werden, sei nach Harries Angaben nicht sein Ziel gewesen. Er sei damals von Parteifreunden zur Kandidatur aufgefordert worden und stimmte nach einer Bedenkzeit zu. Klaus Harries bezeichnete sich rückblickend als Hinterbänkler, der eine nützliche und anerkannte politische Arbeit geleistet habe. Die Tätigkeit sei spannend und ausfüllend gewesen. Die acht Abgeordnetenjahre bedaure er nicht.

## Mitgliedschaften
Klaus Harries war Mitglied im Deutschen Beamtenbund. Er engagierte sich im Reit- und Fahrverein Lüneburg (→ Deutsche Reiterliche Vereinigung). Bis 2008 war er lange Jahre dessen Vorsitzender. Seit 2008 war er Ehrenvorsitzender des Vereins.

## Politik
Klaus Harries lehnte in den 1960er-Jahren die APO-Bewegung ab und bekannte sich zur CDU. In die Zeit seiner Abgeordnetentätigkeit im Deutschen Bundestag fielen die Abstimmung über den Sitz des Deutschen Bundestages nach der Wiedervereinigung, die Frage der Behandlung der in der Sowjetischen Besatzungszone enteigneten Großgrundbesitzer und die Kontroverse über den Schwangerschaftsabbruch. Beim Hauptstadtbeschluss stimmte Harries am 20. Juni 1991 für den Antrag „Vollendung der Einheit Deutschlands“ und die Verlegung des Bundestagssitzes von Bonn nach Berlin. Bei der Abstimmung über das Schwangeren- und Familienhilfegesetz am 25. Juni 1992 stimmte er für die Fristenregelung mit Beratungspflicht. In der Debatte zum Umgang mit der Bodenreform in der Sowjetischen Besatzungszone gehörte Harries nach eigenen Angaben zu einer Minderheit in der damaligen CDU/CSU-Bundestagsfraktion, die für eine gerechte Wiedergutmachung durch Entschädigung der enteigneten Grundbesitzer eintrat.

## Belege
Die Informationen dieses Artikels entstammen zum größten Teil aus
- Manfred Balzer: Die CDU-Bundestagsabgeordneten im Wahlkreis 31. In: Die CDU in Stadt und Landkreis Lüneburg. Ein geschichtlicher Abriss 1945–2003. 3. überarbeitete Ausgabe. Offsetdruck Fritz Fischer, Felbach-Oeffingen 2007, S. 108–111 (PDF; 1,3 MB).
- Klaus-J. Holzapfel (Hrsg.): Kürschners Volkshandbuch Deutscher Bundestag. 11. Wahlperiode 1987. 53. Auflage. NDV Neue Darmstädter Verlagsanstalt, Rheinbreitbach 1988, ISBN 3-87576-209-6, S. 95.
- Klaus-J. Holzapfel (Hrsg.): Kürschners Volkshandbuch Deutscher Bundestag. 12. Wahlperiode 1990. 67. Auflage. NDV Neue Darmstädter Verlagsanstalt, Rheinbreitbach 1992, ISBN 3-87576-285-1, S. 113.

Darüber hinaus werden folgende Einzelnachweise zitiert:
1. ↑  Lüneburg trauert um Klaus Harries - LZonline. In: landeszeitung.de. 30. Januar 2021, abgerufen am 31. Januar 2021 (deutsch).
2. ↑  Manfred Balzer: Der CDU-Kreisverband Lüneburg 1974–2003. In: Die CDU in Stadt und Landkreis Lüneburg. Ein geschichtlicher Abriss 1945–2003. 3. überarbeitete Ausgabe. Offsetdruck Fritz Fischer, Felbach-Oeffingen 2007, S. 79, 80 (PDF (Seite nicht mehr abrufbar, festgestellt im März 2018. Suche in Webarchiven)  Info: Der Link wurde automatisch als defekt markiert. Bitte prüfe den Link gemäß Anleitung und entferne dann diesen Hinweis.; 278 kB).
3. ↑  Erster Bericht der Enquête-Kommission „Schutz der Erdatmosphäre“. Drucksache 12/2400. Deutscher Bundestag, Bonn 31. März 1992, S. 2 (PDF; 6,26 MB).
4. ↑  Reit- und Fahrverein Lüneburg e. V. (Hrsg.): Generationswechsel auf der Jahreshauptversammlung. Abgerufen am 19. Januar 2010.
5. ↑  Plenarprotokoll der 34. Sitzung. Deutscher Bundestag, 12. Wahlperiode, Bonn 20. Juni 1991, S. 2847 (PDF; 13,1 MB).
6. ↑  Plenarprotokoll der 99. Sitzung. Deutscher Bundestag, 12. Wahlperiode, Bonn 25. Juni 1992, S. 8377 (PDF; 15,4 MB).